# Matt Anderson
Pour les articles homonymes, voir Anderson.
Matthew Jason Anderson (né le 17 août 1976 à Louisville, Kentucky, États-Unis) est un ancien lanceur de relève droitier au baseball. Il a joué dans les Ligues majeures pendant 7 saisons, de 1998 à 2005. 

## Carrière
Tout premier choix des Ligues majeures de baseball en 1997, Matt Anderson a été sélectionné par les Tigers de Détroit. Classé parmi les meilleurs espoirs du baseball, il commence sa carrière à l'été 1998 avec les Tigers, graduant du niveau A aux majeures directement, et compilant un dossier de cinq victoires et une défaite, avec 44 retraits sur des prises en 44 manches lancées à sa première année.
Lanceur doté d'une balle rapide explosive, ses tirs perdront beaucoup de vélocité à la suite d'un incident inusité survenu au Joe Louis Arena de Détroit en 2002. Anderson se blesse en effet en participant à un concours de lancer de la pieuvre pour gagner des billets pour les matchs de séries éliminatoires des Red Wings de Détroit de la Ligue nationale de hockey.
Après avoir raté beaucoup de matchs pour les Tigers en 2002 et 2003, il passe la saison 2004 dans les rangs mineurs, puis joue une saison (2005) avec les Rockies du Colorado.
En 2007, il n'a pas lancé, et en 2008 évoluait pour les Knights de Charlotte, un club de niveau AAA de l'organisation des White Sox de Chicago. Il s'est aussi aligné avec les Bluefish de Bridgeport, une équipe de la Atlantic League of Professional Baseball, une ligue indépendante. En janvier 2011, les Phillies de Philadelphie offrent un contrat des ligues mineures au droitier, qui n'a pas lancé dans les majeures depuis cinq ans et demi. Libéré à la fin de l'entraînement de printemps, il signe un contrat chez les Mariners de Seattle le 3 août 2012.